# 明故宫站
明故宫站是南京地铁2号线的一座车站，位于南京市秦淮区中山东路，紧邻明故宫遗址，车站因此得名。明故宫站是一座地下岛式车站，2号线站台于2010年5月28日启用。车站以“重阳节”为设计主题。

## 车站结构
明故宫站位于明故宫路东侧，2号线站台为13米岛式地下站台，长191.4米，宽24米，总面积13329平方米。建筑采用箱形框架，明挖顺做法施工。6号线站台南北向纵跨中山东路路口，下穿既有2号线站台，为暗挖式单层岛式站台，与既有2号线站台十字交叉。主体结构共5层，全站最大开挖深度为39.5m。处理多变地质多达7种，工法包括明挖顺作、盖挖逆作、矿山法3大类20余小类，施工工艺复杂、工序转换频繁。

### 站台布置
| 地面 |                    | 出入口                         |  |  |
| -1层 | 2号线站厅层        | 安检设备、票务服务、自动售票机 |  |  |
| -2层 |                    | █ 2号线 往鱼嘴（西安门）       |  |  |
|      | 岛式站台，左侧开门 |                                |  |  |
|      |                    | █ 2号线 往经天路（苜蓿园）     |  |  |
| -3层 | 设备层             | 设备层、换乘通道               |  |  |
| -4层 | 6号线站厅层        | 安检设备、票务服务、自动售票机 |  |  |
| -5层 |                    | █ 6号线站台，在建              |  |  |

## 车站历史
2002年南京地铁2号线初步规划时，明故宫站初步位置即已大致选定，即明故宫遗址中轴线的中山东路上。但2006年，在地铁2号线正式施工过程中，明故宫站选址因“破坏遗址、不利于遗址保护”被国家文物局紧急叫停，甚至一度有传言称2号线将取消明故宫站的设置。地铁方面为与文物保护相妥协，提出另外三个备选方案，最终选定将明故宫站平移至南京航空航天大学路口现址，并将出入口由4个调整为3个。
- 2006年11月，车站正式动工。

- 2010年5月28日，车站随2号线全线开通投入运营。

- 2021年1月9日，为配合6号线施工，本站2号口临时关闭。

## 车站装饰
明故宫站为南京地铁2号线的“传统节日”特色车站之一，代表节日为重阳节，故在站厅北侧设有一面文化墙，墙体为一幅苏绣，该苏绣由一名日本艺术家大卫创作。画中众人一起登高望远，在中间配以红黄色的菊花，象征九月菊花开，绚丽多彩，体现了重阳节的特点。
站台层则使用大红色方柱加黄色古典纹饰装饰，柱体采用红色氧化铝板包裹，用以突出明故宫站的古建筑氛围。

## 出入口

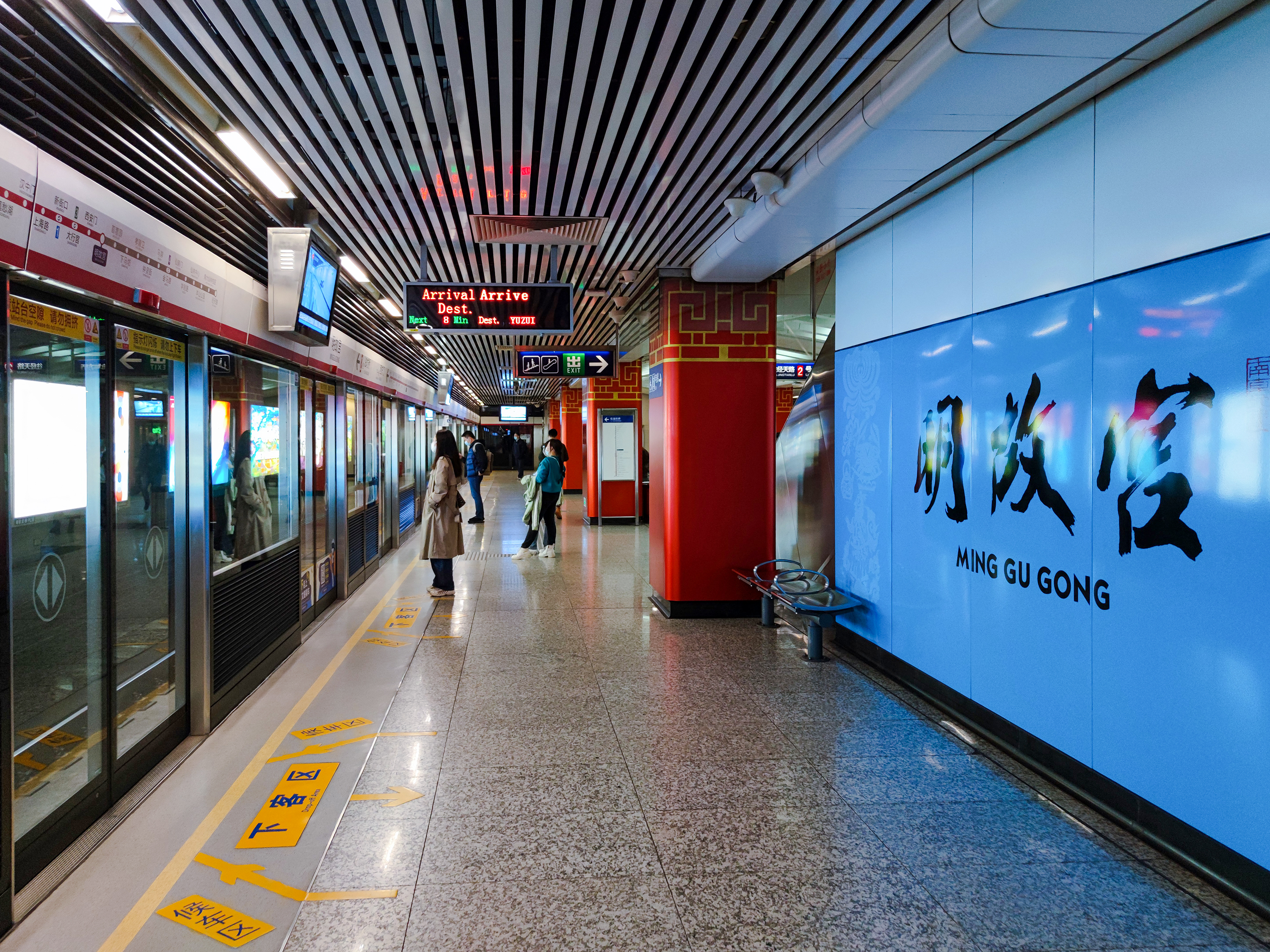
明故宫站大字壁

明故宫站共有三个出入口。其中，一号、二号出入口在中山东路北侧；三号出入口在中山东路南侧。二号口由于6号线施工，于2021年初封闭。

## 车站周边
由于该站靠近南京博物院等南京著名景点，因此该站客流中游客数量较多。
- 明故宫遗址
- 午朝门公园
- 东华门遗址公园
- 南京博物院
- 中国第二历史档案馆
- 南京航空航天大学

## 接驳交通

### 公交车
| 明故宫（近1出口） | 明故宫（近1出口） | 明故宫（近1出口） | 明故宫（近1出口） | 明故宫（近1出口） |
| 编号              | 路线              | 路线              | 路线              | 备注              |
| ----------------- | ----------------- | ----------------- | ----------------- | ----------------- |
| Y17               | 汇景西路          | →                 | 东宝路总站        | 原 817（第一代）  |
| Y17               | 汇康路            | ←                 | 东宝路总站        | 原 817（第一代）  |
| 17和谐线          | 紫金明珠          | ⇆                 | 南京站·南广场东   |                   |
| 65                | 宁工新寓          | ⇆                 | 双桥门东          |                   |
| 115               | 紫金明珠          | →                 | 经五立交          |                   |
| 115               | 紫金明珠西        | ←                 | 经五立交          |                   |
| 118               | 兴卫村            | ⇆                 | 观门口南          |                   |

| 明故宫东（近1、3出口） | 明故宫东（近1、3出口） | 明故宫东（近1、3出口） | 明故宫东（近1、3出口） | 明故宫东（近1、3出口）             |
| 编号                   | 路线                   | 路线                   | 路线                   | 备注                               |
| ---------------------- | ---------------------- | ---------------------- | ---------------------- | ---------------------------------- |
| B17祭扫专线            | 雨花台南大门           | ⇆                      | 岱山公墓               | 仅清明节前的双休日及清明节期间运行 |
| Y5                     | 中花岗总站             | ⇆                      | 新街口·石鼓路          | 原 805（第一代）                   |
| 5                      | 南湾营                 | 全程 →                 | 长江路·估衣廊          | 原 163（第一代）                   |
| 5                      | 南湾营南               | 全程 ←                 | 长江路·估衣廊          | 原 163（第一代）                   |
| 5                      | 南湾营南               | 特班 ←                 | 新街口东               | 原 163（第一代）                   |
| 34博爱线               | 中山码头               | ⇆                      | 中山陵停车场           |                                    |
| 34区间                 | 中山码头               | ⇆                      | 中山门                 |                                    |
| 55                     | 天旺路                 | ⇆                      | 长白街                 |                                    |

| 明故宫南（近3出口） | 明故宫南（近3出口） | 明故宫南（近3出口） | 明故宫南（近3出口） | 明故宫南（近3出口） |
| 编号                | 路线                | 路线                | 路线                | 备注                |
| ------------------- | ------------------- | ------------------- | ------------------- | ------------------- |
| 17和谐线            | 紫金明珠            | ⇆                   | 南京站·南广场东     |                     |
| 65                  | 宁工新寓            | ⇆                   | 双桥门东            |                     |
| 115                 | 紫金明珠            | →                   | 经五立交            |                     |
| 115                 | 紫金明珠西          | ←                   | 经五立交            |                     |
| 118                 | 兴卫村              | ⇆                   | 观门口南            |                     |